# Академия (район Афин)
Академия (греч. Ακαδημία) — один из центральных районов Афин, расположен между площадями Омония и Синтагматос.
Район образован четырьмя параллельными улицами: Стадия (Σταδίου), Панепистимиу (Πανεπιστημίου), Акадимиас (Ακαδημίας) и Солонос (Σόλωνος). Ближайшая станция Афинского метрополитена — станция Панепистимио.
Академия — оживленный район с многочисленными фешенебельными магазинами, офисами различных учреждений, среди которых главный офис Банка Греции и государственный орган республики Государственный совет.
Среди самых известных памятников — так называемая «Афинская трилогия» по улице Панепистимиу (Университетская), созданная по проекту архитектора Теофила фон Хансена: Национальная библиотека, Афинский университет и Афинская академия.